# Wasserachterbahn Poseidon
Poseidon ist eine Wasserachterbahn vom Modell Water Coaster des Herstellers Mack Rides im Europa-Park in Rust bei Freiburg im Breisgau.

## Geschichte
Die Wasserachterbahn Poseidon wurde am 12. Juli 2000 zum 25. Geburtstag des Europa-Parks eröffnet. Sie hat sich seitdem zu einer der Hauptattraktionen des Parks entwickelt, da sie vor allem im Sommer eine willkommene Abkühlung darstellt. Die Mischung aus Achterbahnelementen und Wasserfahrt machte sie bei der Eröffnung einzigartig in Europa. Im AquaShow-Park in Portugal steht mittlerweile eine unthematisierte, jedoch ansonsten baugleiche Kopie.
Schon 1998 wurde in SeaWorld Orlando die bis auf den kürzeren Achterbahnteil ähnliche, ebenfalls von Mack Rides entwickelte, Wasserachterbahn Journey to Atlantis eröffnet, welche als Prototyp für „Poseidon“ gesehen werden kann. 2004 folgte eine weitere Anlage dieses Modells in SeaWorld San Diego.

## Thematisierung

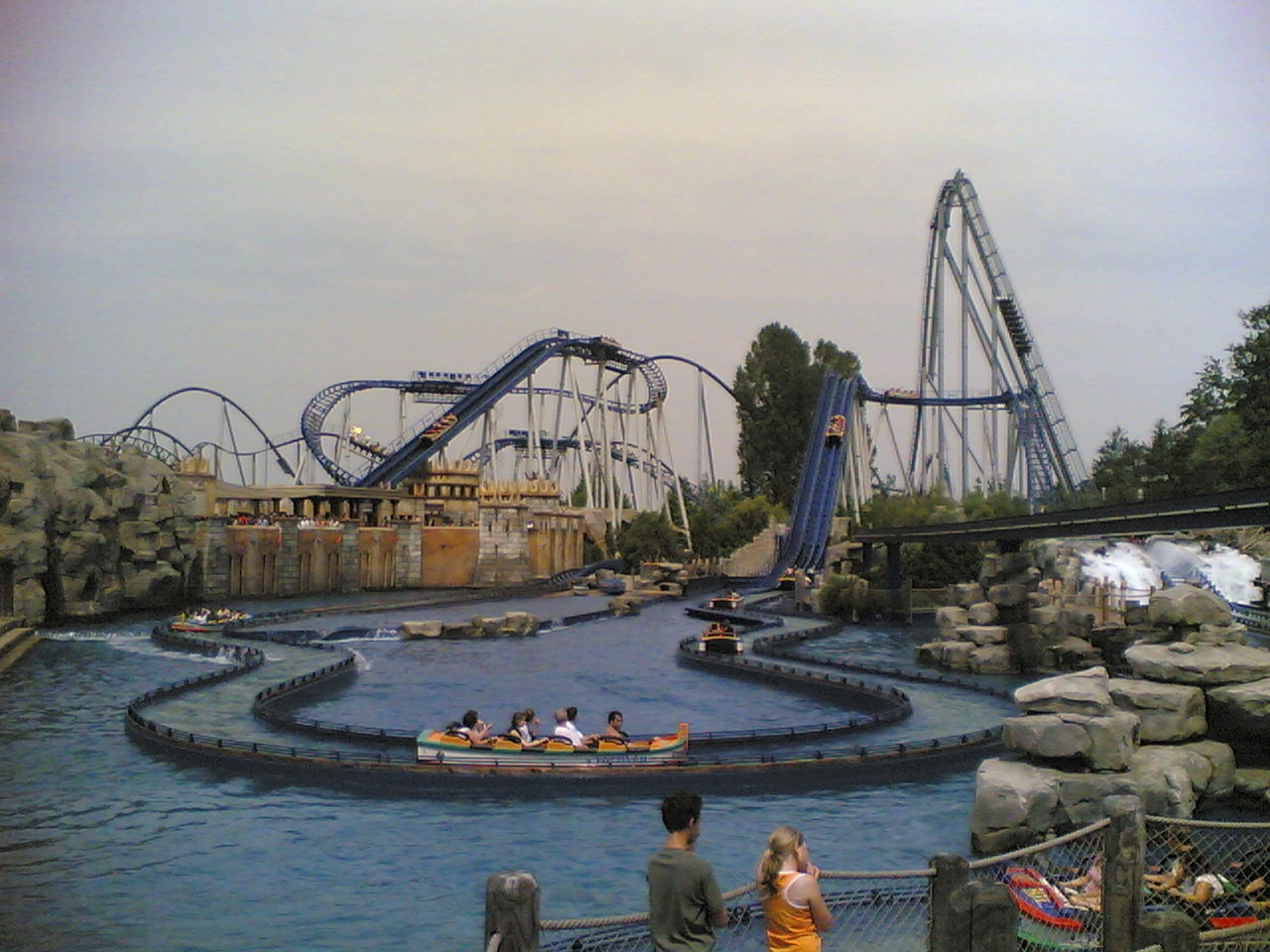
Ansicht Poseidon von der Terrasse des griechischen Dorfs. Im Hintergrund der Lifthill von Silver Star

„Poseidon“ (in Anlehnung an den griechischen Meeresgott Poseidon) steht im griechischen Themenbereich des Parks. Die Station bildet ein großer Tempel mit 26 massiven Säulen. Die Boote, die jeweils acht Personen fassen, durchfahren zuerst die verfallene antike Stadt Troja mit eingestürzten Häusern und Schiffswracks.
Dieser thematisierte Teil wird kurz darauf zurückgelassen und es geht auf 23 Meter Höhe. Von hier aus beinhaltet die Strecke steile Schrägkurven und verläuft neben einem Trojanischen Pferd, welches den Eingang zum Wartebereich bildet, vorbei in einen künstlichen See. Die Fahrt führt durch einen Kanal im See vorbei an einem nachgebauten griechischen Fischerdorf „Mykonos“, dann geht es auf den zweiten Lifthill, der die Passagiere auf 20 Meter Höhe transportiert.
Nach einer 180° Kurve stürzen die Boote eine steiler werdende Abfahrt hinab, durch eine mit Wassernebel gefüllte Höhle und über einen kleinen Hügel zur finalen Wasserung. Die Fahrgäste treiben nun an Fischerbooten und Stegen vorbei zur Station, wo sie am Ausgang auch ein Fahrtfoto kaufen können.

## Wagen
Die Wasserachterbahn Poseidon besitzt 18 Boote mit Rädern für die Schienenfahrt. In jedem Boot können acht Personen (vier Reihen à zwei Personen) Platz nehmen.